# Азмашка могила
Азмàшка могѝла е първото в България цялостно разкопано праисторическо селище от неолита, халколита и бронзовата епоха. То се намира на около 6 km източно от град Стара Загора.
Азмашката селищна могила е разкопана и проучена през 1960 – 1963 г. Датира се от VI до II хилядолетие преди Новата ера. Могилата има височина 7,5 m и площ от около 6000 m2. Различават се 14 жилищни нивà: 6 (с обща дебелина 3 m) от неолита и 8 от халколита (нивата от бронзовата епоха са разрушени при обработване на почвата). Чрез Азмашката могила за пръв път се изяснява планът на праисторическо селище. Жилищата от всички нива са правоъгълни и ориентирани по посоките на света. В неолитните пластове те са едностайни, разположени около централен площад; в халколитните са едностайни, двустайни и дори тристайни, в прави редици, разделени от тесни улички. През халколита селището е укрепено. Във всички жилища са намерени пещи, зърнохранилища и хромели, оръдия на труда, керамика и украшения. От намерените около 15 хиляди предмета са реставрирани 2000 глинени съда.
Всички материали се пазят в Регионалния исторически музей – Стара Загора.